# Julien Schmaltz
Pour les articles homonymes, voir Schmaltz.
Julien-Désiré Schmaltz, né le 5 février 1771 à Lorient et mort le 26 juin 1827 à Smyrne (Turquie), est un administrateur colonial français qui fut gouverneur du Sénégal entre 1816 et 1820.

## Biographie

### Jeunesse et débuts
Julien-Désiré Schmaltz est né le 5 février 1771 à Lorient, fils de Jean-Boniface Schmaltz et de Louise Declos.
Enrôlé dans les troupes coloniales hollandaises à Batavia comme officier du génie militaire en 1799, il est capturé par les Anglais à la chute des Indes Néerlandaises en 1811. Il rentre au service de la France comme lieutenant-colonel major de place à la Guadeloupe en 1814.

### Gouverneur du Sénégal
Succédant au comte Élie-Joseph Trigant de Beaumont, qui n'avait pu prendre ses fonctions), et au Britannique Thomas Brereton, il est nommé gouverneur du Sénégal. Il rejoint son poste en 1816 à bord de La Méduse, cause partiellement son naufrage par son insistance à couper au plus court, et fait partie des rescapés. Il reprend officiellement possession, au nom de la France, de la colonie conquise par les Britanniques en 1809.
À la fin de l'année 1818, ayant de très mauvais rapports avec le clergé local, il contraint le préfet apostolique Giudicelli à quitter Saint-Louis. Il fit de même le 17 avril 1819 avec le nouveau préfet Teyrasse, un mois à peine après son arrivée. Celui-ci prononça l'interdit sur la paroisse de Saint-Louis, sanction qui ne sera levée qu'en août 1820.
Le 8 mai 1819 le colonel Schmaltz signe le Traité de Ndiaw avec le Brak (roi) du Waalo Amar Fatim Borso Mbodj et les principaux chefs du pays, tels que le Beethio Sakoura Diop, le Maalo Ndiack Danco Diaw ou le Diogomaye Ndiack Aram Kélar Diaw. Ce traité aboutit par la suite à la création de la ville de Richard Toll (1819) et d’une série de postes commerciaux le long du fleuve Sénégal, ainsi, (Bakel, 1820 ; Dagana, 1821 ; Merinaghen, 1822 ; Lampsar, 1843 ; Sénoudébou, 1845), non sans affrontements avec l'émirat du Trarza  et l'almamy du Fouta-Toro qui envahirent alors le Waalo. Lors de ces affrontements, la prise de la capitale du royaume, Nder, engendra le suicide collectif de la Lingeer Fatim Yamar Khouriyaye et de sa suite. Cet épisode tragique est connu de l'historiographie sous le nom de « résistance de Nder ».
Il met en place un vaste projet de colonisation agricole, dans la région du Waalo (coton, indigo…), mais ne lance pas la culture de l'arachide, qui s'installe progressivement plus tard. Il devait être abandonné après son échec en 1831 (manque de colons et de main d’œuvre, insécurité dans la région).
En 1820, le capitaine de vaisseau Louis-Jean-Baptiste Le Coupé lui succède comme gouverneur du Sénégal.

### Fin de carrière et mort
Le colonel Schmaltz meurt le 26 juin 1827 à Smyrne (Turquie) où il était en poste comme consul général de France.
Il était marié à Reine Schmaltz, née * 1776 à Loriet sous le nom Reine-Renée Marais; † 1845, fille de Julien-Michel Marais et de Michelle-Reine Fauvel. Avec son épouse Reine il avait eu une fille, Eliza Schmaltz, née à Port-Louis de l’île Maurice le 3 avril 1798, décédée le 13 septembre 1868 à Paris 8e (acte de décès n° 1333), elle était célibataire..
Julien Schmaltz repose avec son épouse et sa fille au cimetière de Montmartre (pierre tombale à l'abandon, avenue Berlioz, 21e division), dans la tombe repose aussi Pierre-Jacques Schmaltz décédé le 6 février 1835, pour situer la tombe : 4e tombe à droite de la tombe de Ludmila Tcherina

## Film
Dans le film Le Radeau de la Méduse, le rôle de Julien Schmaltz est interprété par Philippe Laudenbach, celui de Reine Schmaltz par Claude Jade et celui de leur fille Eliza par Stéphanie Lanoux.